# Lista de municípios de Palência
Esta é uma lista dos 191 municípios da província espanhola de Palência na comunidade autónoma de Castela e Leão.
| Nome                           | Pop. (2002) |
| ------------------------------ | ----------- |
| Abarca de Campos               | 50          |
| Abia de las Torres             | 201         |
| Aguilar de Campoo              | 7,565       |
| Alar del Rey                   | 1,242       |
| Alba de Cerrato                | 97          |
| Amayuelas de Arriba            | 41          |
| Ampudia                        | 678         |
| Amusco                         | 540         |
| Antigüedad                     | 422         |
| Arconada                       | 57          |
| Astudillo                      | 1,271       |
| Autilla del Pino               | 245         |
| Autillo de Campos              | 191         |
| Ayuela                         | 79          |
| Baltanás                       | 1,519       |
| Baquerín de Campos             | 28          |
| Bárcena de Campos              | 63          |
| Barruelo de Santullán          | 1,669       |
| Báscones de Ojeda              | 198         |
| Becerril de Campos             | 1,057       |
| Belmonte de Campos             | 41          |
| Berzosilla                     | 71          |
| Boada de Campos                | 22          |
| Boadilla de Rioseco            | 177         |
| Boadilla del Camino            | 180         |
| Brañosera                      | 289         |
| Buenavista de Valdavia         | 399         |
| Bustillo de la Vega            | 376         |
| Bustillo del Páramo de Carrión | 90          |
| Calahorra de Boedo             | 126         |
| Calzada de los Molinos         | 379         |
| Capillas                       | 107         |
| Cardeñosa de Volpejera         | 53          |
| Carrión de los Condes          | 2,380       |
| Castil de Vela                 | 103         |
| Castrejón de la Peña           | 598         |
| Castrillo de Don Juan          | 336         |
| Castrillo de Onielo            | 171         |
| Castrillo de Villavega         | 285         |
| Castromocho                    | 258         |
| Cervatos de la Cueza           | 363         |
| Cervera de Pisuerga            | 2,674       |
| Cevico de la Torre             | 632         |
| Cevico Navero                  | 254         |
| Cisneros                       | 574         |
| Cobos de Cerrato               | 234         |
| Collazos de Boedo              | 154         |
| Congosto de Valdavia           | 270         |
| Cordovilla la Real             | 123         |
| Cubillas de Cerrato            | 83          |
| Dehesa de Montejo              | 215         |
| Dehesa de Romanos              | 46          |
| Dueñas                         | 2,985       |
| Espinosa de Cerrato            | 258         |
| Espinosa de Villagonzalo       | 244         |
| Frechilla                      | 254         |
| Fresno del Río                 | 193         |
| Frómista                       | 936         |
| Fuentes de Nava                | 804         |
| Fuentes de Valdepero           | 244         |
| Grijota                        | 922         |
| Guardo                         | 8,337       |
| Guaza de Campos                | 71          |
| Hérmedes de Cerrato            | 129         |
| Herrera de Pisuerga            | 2,531       |
| Herrera de Valdecañas          | 196         |
| Hontoria de Cerrato            | 120         |
| Hornillos de Cerrato           | 118         |
| Husillos                       | 230         |
| Itero de la Vega               | 231         |
| Lagartos                       | 170         |
| Lantadilla                     | 486         |
| Ledigos                        | 103         |
| Loma de Ucieza                 | 316         |
| Lomas                          | 57          |
| Magaz de Pisuerga              | 735         |
| Manquillos                     | 68          |
| Mantinos                       | 179         |
| Marcilla de Campos             | 66          |
| Mazariegos                     | 273         |
| Mazuecos de Valdeginate        | 127         |
| Melgar de Yuso                 | 369         |
| Meneses de Campos              | 146         |
| Micieces de Ojeda              | 106         |
| Monzón de Campos               | 722         |
| Moratinos                      | 78          |
| Mudá                           | 116         |
| Nogal de las Huertas           | 66          |
| Olea de Boedo                  | 45          |
| Olmos de Ojeda                 | 318         |
| Osornillo                      | 93          |
| Osorno la Mayor                | 1,637       |
| Palência                       | 80,801      |
| Palenzuela                     | 300         |
| Páramo de Boedo                | 107         |
| Paredes de Nava                | 2,366       |
| Payo de Ojeda                  | 95          |
| Pedraza de Campos              | 122         |
| Pedrosa de la Vega             | 375         |
| Perales                        | 105         |
| La Pernía                      | 474         |
| Pino del Río                   | 278         |
| Piña de Campos                 | 276         |
| Población de Arroyo            | 92          |
| Población de Campos            | 188         |
| Población de Cerrato           | 127         |
| Polentinos                     | 86          |
| Pomar de Valdivia              | 538         |
| Poza de la Vega                | 280         |
| Pozo de Urama                  | 42          |
| Prádanos de Ojeda              | 237         |
| La Puebla de Valdavia          | 152         |
| Quintana del Puente            | 259         |
| Quintanilla de Onsoña          | 227         |
| Reinoso de Cerrato             | 85          |
| Renedo de la Vega              | 250         |
| Requena de Campos              | 53          |
| Respenda de la Peña            | 247         |
| Revenga de Campos              | 189         |
| Revilla de Collazos            | 83          |
| Ribas de Campos                | 209         |
| Riberos de la Cueza            | 84          |
| Saldaña                        | 3,215       |
| Salinas de Pisuerga            | 259         |
| San Cebrián de Campos          | 518         |
| San Cebrián de Mudá            | 194         |
| San Cristóbal de Boedo         | 43          |
| San Mamés de Campos            | 96          |
| San Román de la Cuba           | 110         |
| Santa Cecilia del Alcor        | 160         |
| Santa Cruz de Boedo            | 65          |
| Santervás de la Vega           | 526         |
| Santibáñez de Ecla             | 97          |
| Santibáñez de la Peña          | 1,471       |
| Santoyo                        | 285         |
| La Serna                       | 127         |
| Soto de Cerrato                | 223         |
| Sotobañado y Priorato          | 181         |
| Tabanera de Cerrato            | 165         |
| Tabanera de Valdavia           | 52          |
| Támara de Campos               | 94          |
| Tariego de Cerrato             | 572         |
| Torquemada                     | 1,142       |
| Torremormojón                  | 82          |
| Triollo                        | 91          |
| Valbuena de Pisuerga           | 71          |
| Valdeolmillos                  | 82          |
| Valderrábano                   | 76          |
| Valde-Ucieza                   | 122         |
| Valle de Cerrato               | 119         |
| Valle del Retortillo           | 204         |
| Velilla del Río Carrión        | 1,717       |
| Venta de Baños                 | 6,024       |
| Vertavillo                     | 217         |
| La Vid de Ojeda                | 137         |
| Villabasta de Valdavia         | 40          |
| Villacidaler                   | 70          |
| Villaconancio                  | 88          |
| Villada                        | 1,268       |
| Villaeles de Valdavia          | 85          |
| Villahán                       | 135         |
| Villaherreros                  | 256         |
| Villalaco                      | 75          |
| Villalba de Guardo             | 242         |
| Villalcázar de Sirga           | 235         |
| Villalcón                      | 81          |
| Villalobón                     | 431         |
| Villaluenga de la Vega         | 673         |
| Villamartín de Campos          | 148         |
| Villamediana                   | 233         |
| Villameriel                    | 148         |
| Villamoronta                   | 315         |
| Villamuera de la Cueza         | 62          |
| Villamuriel de Cerrato         | 5,070       |
| Villanueva del Rebollar        | 96          |
| Villanuño de Valdavia          | 128         |
| Villaprovedo                   | 93          |
| Villarmentero de Campos        | 14          |
| Villarrabé                     | 259         |
| Villarramiel                   | 1,042       |
| Villasarracino                 | 250         |
| Villasila de Valdavia          | 97          |
| Villaturde                     | 242         |
| Villaumbrales                  | 864         |
| Villaviudas                    | 458         |
| Villerías de Campos            | 126         |
| Villodre                       | 42          |
| Villodrigo                     | 115         |
| Villoldo                       | 479         |
| Villota del Páramo             | 433         |
| Villovieco                     | 113         |